# Batalla de Gaza (312 a. C.)
La batalla de Gaza tuvo lugar a principios del año 312 a. C., durante la tercera guerra de los Diádocos. La batalla enfrentó a los ejércitos de Ptolomeo, sátrapa de Egipto, y Demetrio, hijo de Antígono Monóftalmos.
A la cabeza de 18 000 infantes y 4000 caballeros, Ptolomeo se lanzó a la invasión de Siria, llegando a Gaza a comienzos del 312 a. C.
Demetrio decidió entonces ofrecerle batalla, pero acabó siendo derrotado: perdió 500 hombres en combate, le fueron tomados 8000 prisioneros y perdió todos los elefantes que había desplegado. Tras la batalla, Demetrio se retiró a Trípoli, en Fenicia.

## Orden de batalla

### Demetrio
- Flanco izquierdo: 2900 caballeros, 1500 infantes ligeros y 30 elefantes de guerra bajo el mando de Demetrio.
- Centro: 11 000 falangitas y 13 elefantes de guerra.
- Flanco derecho: 1500 caballeros.

### Ptolomeo
- Flanco izquierdo: 3000 caballeros.
- Centro: 18 000 falangitas.
- Flanco derecho: 1000 caballeros.